# Трансмиссия
Трансми́ссия (силовая передача) — (от лат. transmissio — пересылка, передача) в машиностроении все механизмы, соединяющие двигатель с тем, что должно двигаться (например, с колёсами в автомобиле), а также всё, что обеспечивает работу этих механизмов.

Совокупность агрегатов, соединяющих мотор с рабочим органом станка

## Состав
В состав трансмиссии автомобиля в общем случае входят:
- Сцепление или гидротрансформатор;
- Коробка передач;
- Главная передача, включающая механический редуктор и дифференциал;
- Шарнир равных угловых скоростей (для переднеприводных автомобилей) и валы привода колёс (полуоси).

Также, опционально в трансмиссии автомобиля могут быть:
- Карданная передача;
- Раздаточная коробка.

В состав трансмиссии гусеничных машин в общем случае входят:
- Сцепление или гидротрансформатор (так называемый, «главный фрикцион»;
- Входной редуктор («гитара»);
- Коробка передач;
- Механизм поворота;
- Бортовой редуктор.

## Основные требования

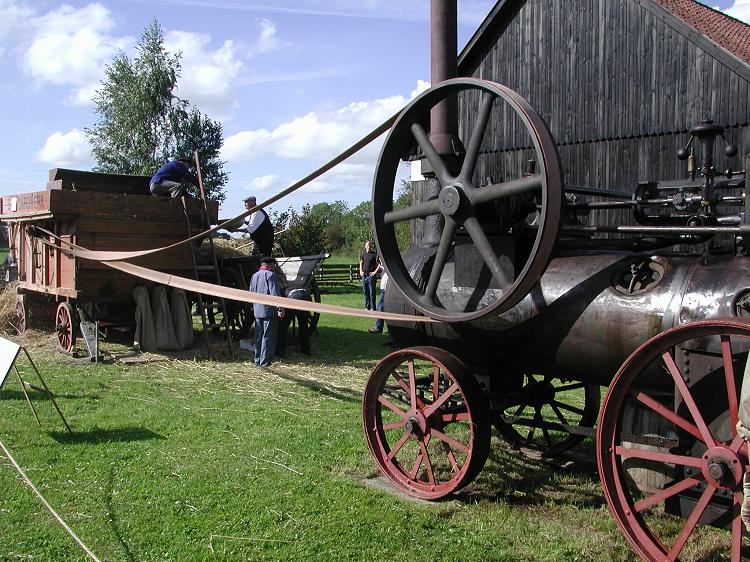
Ременная трансмиссия от локомобиля к сельскохозяйственной машине

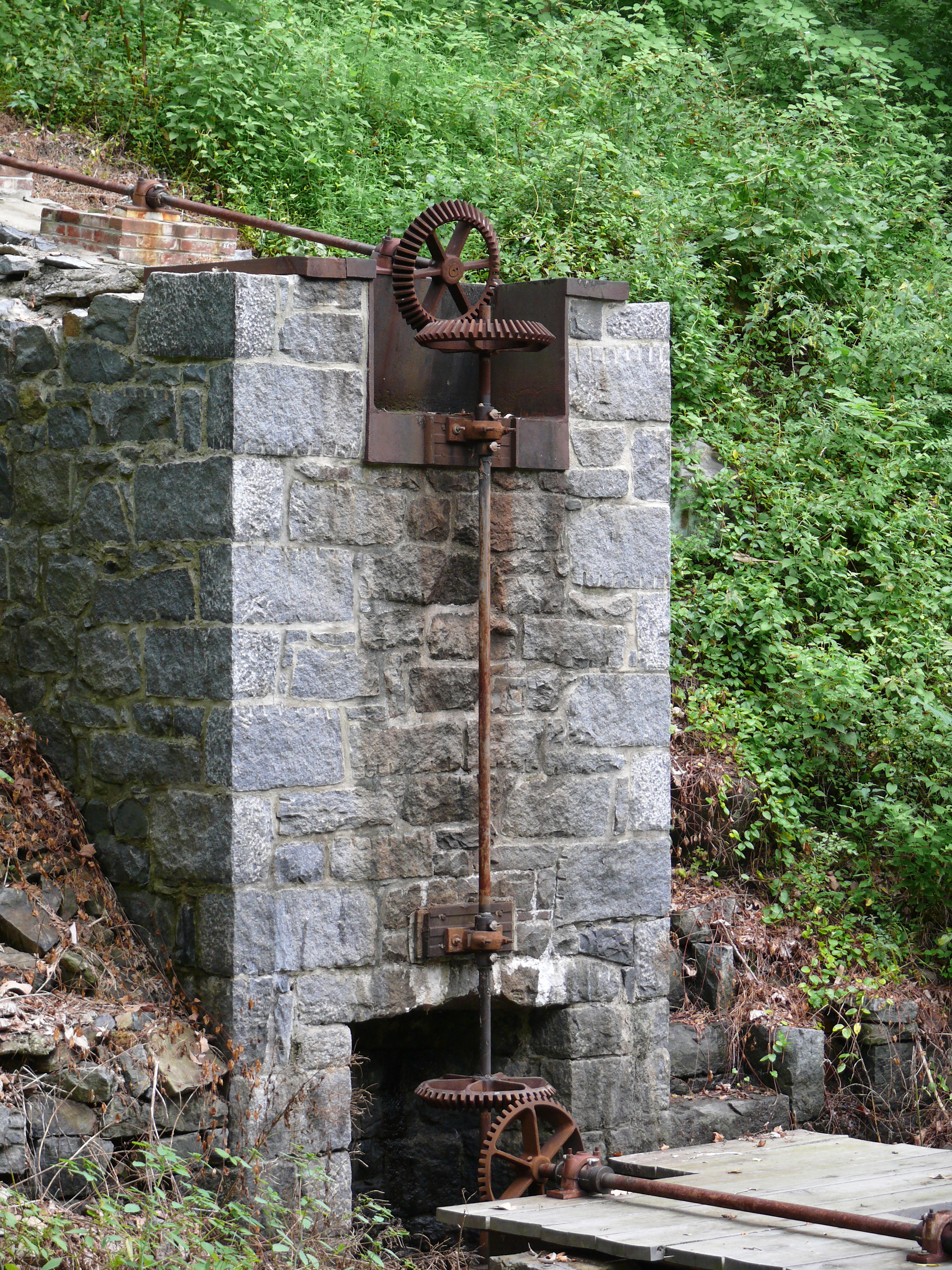
Редукторы и валы в трансмиссии от водяного колеса

К трансмиссиям транспортных средств предъявляются следующие требования:
- обеспечение высоких тяговых качеств и скорости машины при прямолинейном движении и повороте;
- простота и лёгкость управления, исключающие быструю утомляемость водителя;
- высокая надёжность работы в течение длительного периода эксплуатации;
- малые масса и габаритные размеры агрегатов;
- простота (технологичность) в производстве, удобство в обслуживании при эксплуатации и ремонте;
- высокий КПД;
- в машинах высокого класса добавляется требование бесшумности.

## Классификация трансмиссий
По способу передачи и трансформирования момента трансмиссии делятся на механические, гидромеханические, гидравлические и электромеханические.

### Механические трансмиссии
В механических трансмиссиях мощность на всех режимах работы мотора передаётся только посредством различных механических передач вращательного движения: зубчатых передач, цепных передач, планетарных передач, фрикционных муфт, валов, шарниров, и т. п. Механические трансмиссии обладают наивысшим КПД среди прочих, наименьшей массой, наиболее просты в производстве.
Термин «механическая трансмиссия» в речевом обиходе может иметь двойное толкование. Ввиду того, при рассмотрении конструкции автомобиля в контексте оценки его потребительских или эксплуатационных качеств одним из наиболее важных параметров является тип коробки передач, под механической трансмиссией машины нередко понимается трансмиссия именно с механической коробкой передач — то есть, коробкой, в которой отсутствует какая-либо вспомогательная гидравлика или электроника, а переключение передач осуществляется водителем. А вся совокупность элементов, передающих мощность от двигателя к колёсам, в таком случае называется просто «трансмиссия» без дополнительного определения «механическая». То есть, тип и конструкция коробки передач оказывается решающим для классификации трансмиссии конкретной машины. Антиподом механической трансмиссии при использовании критерия оценки по типу коробки передач является автоматическая трансмиссия (см.ниже). Эта классификация на два класса широко распространена не только в разговорах, но и в технической литературе, посвящённой автомобилям, и ввиду этого имеет право на существование. Но при этом она вносит неопределённость в такие вопросы, как например, к какому типу относить некоторые танковые трансмиссии с планетарными неавтоматическими коробками передач (танк Т-72, танк Чифтен, танк Т-64) в которых мощность от двигателя к гусеницам передаётся только через механические передачи, но сама КП не является механической ни по конструкции, ни по общепринятому смыслу определения «механический».

### Гидромеханические трансмиссии
В гидромеханических трансмиссиях по крайней мере на части режимов работы мотора мощность передаётся посредством кинетической энергии потока жидкости. Подобное усложнение трансмиссии обусловлено разными конструктивными целями, например, улучшением приспособляемости транспортного средства под различные условия движения, или устранение жёсткой связи между двигателем и движителем для снижения ударных нагрузок, фильтрации крутильных колебаний, облегчения управления. Гидромеханические трансмиссии применяются только на транспортных средствах и не применяются на технологических машинах (станках). В роли преобразователя потока мощности вращением в поток жидкости и обратно обычно используется гидротрансформатор (как в виде комплексной гидропередачи, так и без блокировки), реже — гидромуфта. Зачастую в составе гидромеханической трансмиссии будет присутствовать автоматическая коробка передач. В современных механизмах поворота гусеничных машин именно для целей поворота могут применяться гидрообъёмные насос-машины, позволяющие на некоторых режимах движения пропускать через себя практически всю передаваемую мощность.
При использовании комплексной гидропередачи гидромеханические трансмиссии имеют КПД близкий к КПД механической трансмиссии. В случае использования гидротрансформатора без блокировки или гидромуфту КПД может быть на уровне 0,8. Широко применяются на различных наземных транспортных средствах, от легковых машин до грузовых локомотивов.

### Гидравлические трансмиссии

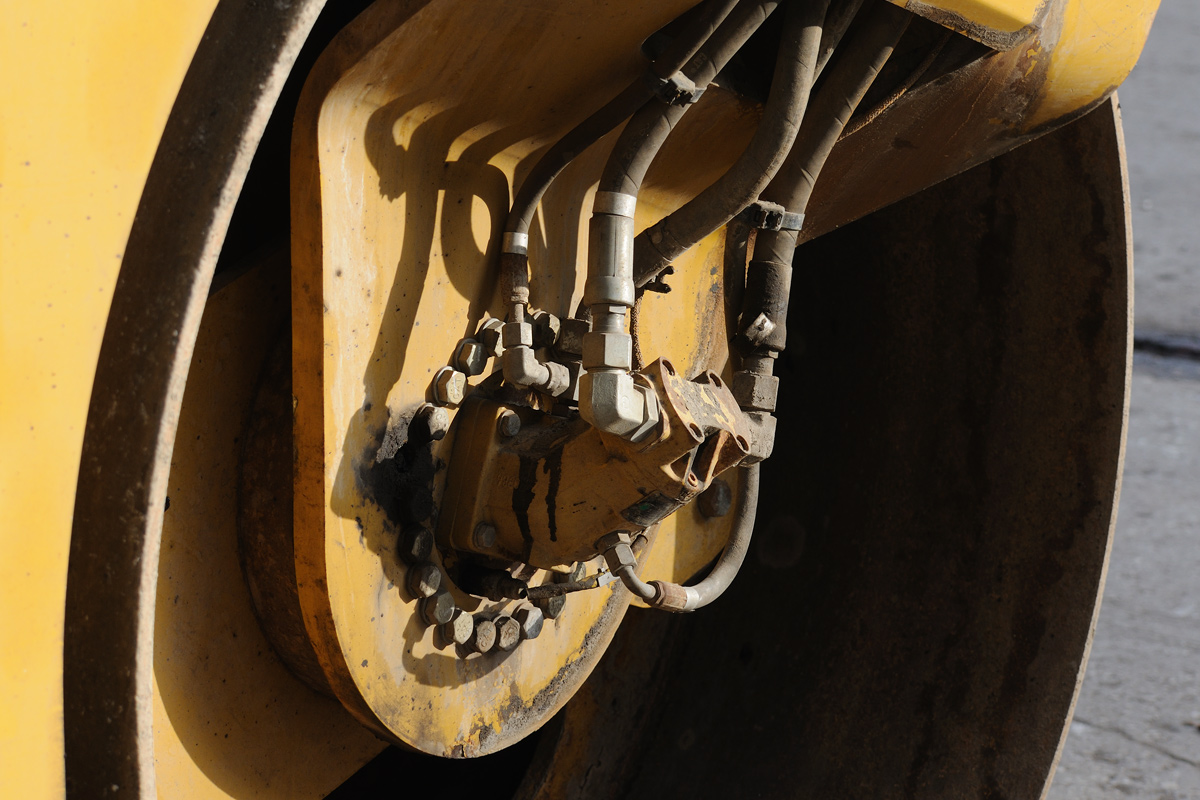
Гидромашина с наклонным блоком трансмиссии асфальтового катка

В гидравлической трансмиссии вся мощность на всех режимах работы передаётся посредством различных объёмных насос-машин, в первую очередь — аксиально-плунжерных гидромашин. Механические передачи мощности вращением здесь играют вспомогательную роль или даже могут отсутствовать. Достоинства такой трансмиссии — малые габариты машин, малая масса и отсутствие механической связи между ведущим и ведомым звеньями трансмиссии, что позволяет разносить их на значительные расстояния и придавать большое число степеней свободы. Недостаток гидрообъёмной передачи — значительное давление в гидролинии и высокие требования к чистоте рабочей жидкости.
Гидростатическая передача используется на дорожно-строительных машинах (особенно катках — из-за необходимости обеспечивать очень большое передаточное число, а также зачастую приводить вальцы с торца, построение механической передачи затруднено), как вспомогательная — на тепловозах, авиационной технике (благодаря малой массе и возможности размещать мотор далеко от насоса), металлорежущих станках.

### Электромеханические трансмиссии

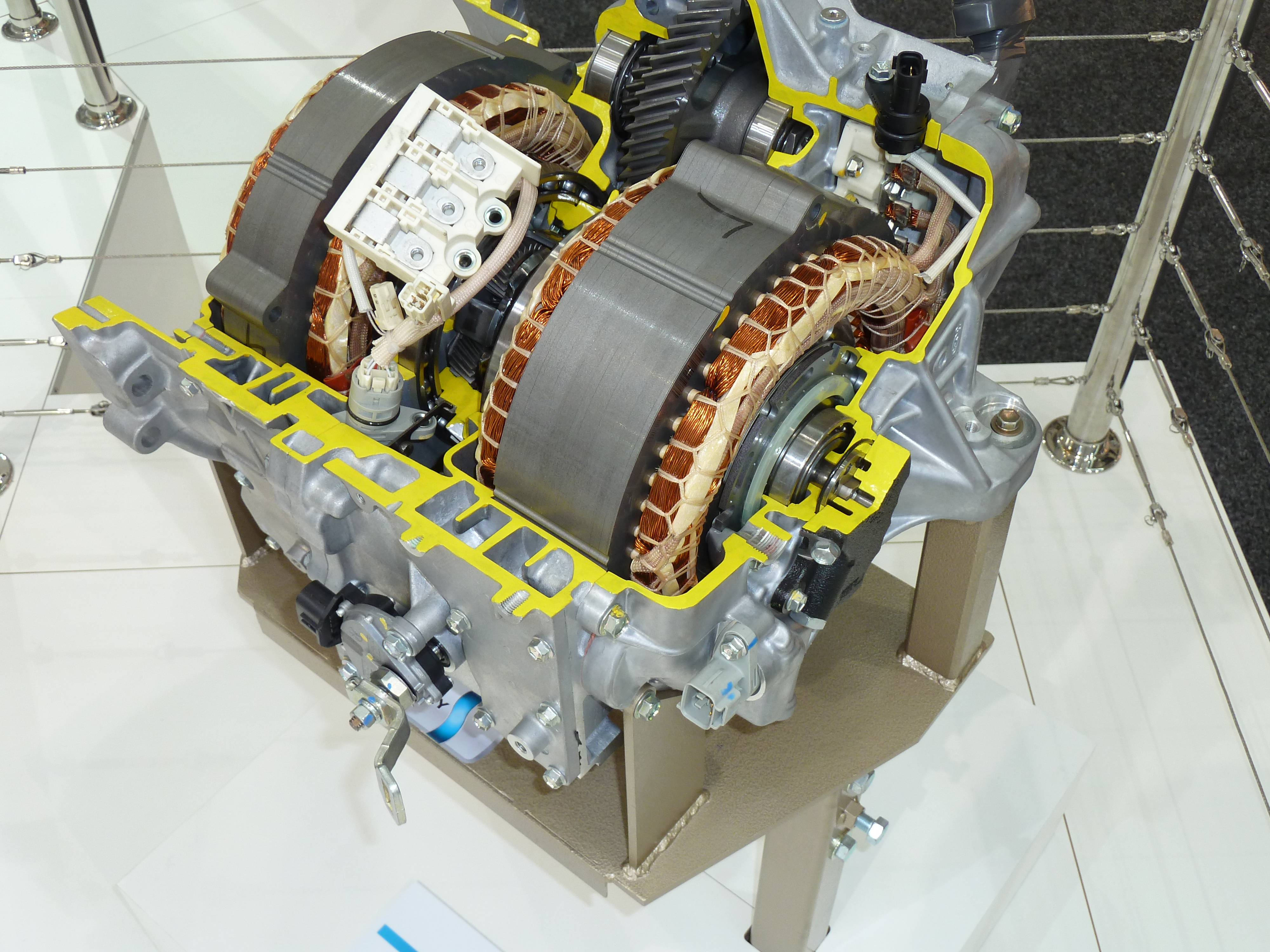
Электромеханическая трансмиссия для бензиново-гибридных автомобилей Toyota Prius и Lexus CT200h

Электромеханическая трансмиссия состоит из электрического генератора, тягового электродвигателя (или нескольких), электрической системы управления, соединительных кабелей. Основным достоинством электромеханических трансмиссий является обеспечение наиболее широкого диапазона автоматического изменения крутящего момента и силы тяги, а также отсутствие жёсткой кинематической связи между агрегатами электротрансмиссии, что позволяет создать различные компоновочные схемы.
Недостатком, препятствующим широкому распространению электрических трансмиссий, являются относительно большие габариты, масса и стоимость (особенно если используются электрические машины постоянного тока), сниженный КПД (по сравнению с чисто механической). Однако, с развитием электротехнической промышленности, массовым распространением асинхронного, синхронного, вентильного, индукторного и др. видов электрического привода, открываются новые возможности для электромеханических трансмиссий.
Такие трансмиссии применяются в тепловозах, карьерных самосвалах, некоторых морских судах, тракторах, самоходных механизмах, военной технике — на танках ЭКВ (СССР) и немецких военных машинах («Фердинанд» и «Мышонок»), автобусах (которые с таким видом трансмиссии правильнее называются теплоэлектробус, например ЗИС-154).

### Автоматические трансмиссии
Под таковой в контексте применения на транспортных средствах понимается трансмиссия, способная автоматически изменять общее передаточное отношение потока передаваемой вращением мощности. В случае ступенчатого изменения передаточного отношения основным исполнительным узлом автоматической трансмиссии является автоматическая КП. В случае бесступенчатого — вариатор. Автоматическая трансмиссия может быть как механической, так и гидромеханической. Во втором случае в составе гидромеханической автоматической трансмиссии обязательно присутствует гидротрансформатор.